# Lijst van kleinste mannen
Dit is een lijst van de kleinste mannen.
| Naam                       | Lengte   | Opmerkingen                                                                                          | Leven      |
| -------------------------- | -------- | --- | ---------- |
| Chandra Bahadur Dangi      | 54,6 cm  | Erkend door het Guinness World Records als kleinste man ooit.                                        | 1939–2015  |
| Gul Mohammed               | 57 cm    | Tot 2012 kleinste man ooit.                                                                          | 1957–1997  |
| Junrey Balawing            | 60 cm    | Tot 2020 kleinste in leven zijnde man.                                                               | 1993–2020  |
| István Tóth                | 65 cm    | Kleinste man in Europa.                                                                              | 1963–2011  |
| Afshin Esmaeil Ghaderzadeh | 64,24 cm | Sinds 2022 kleinste in leven zijnde man.                                                             | 2002–heden |
| Khagendra Thapa Magar      | 67 cm    | Tot 2011 kleinste man ooit.                                                                          | 1992–2020  |
| Lin Yü-chih                | 67,5 cm  | Tot 2009 kleinste man ooit, vanaf 2020 tot 2022 opnieuw kleinste in leven zijnde man.                | 1972–heden |
| Edward Niño Hernández      | 70,2 cm  | Kleinste man nadat He Pingping overleed in maart 2010, maar verloor zijn titel in oktober 2010.      | 1986–heden |
| He Pingping                | 74 cm    | Tot zijn dood in maart 2010, was hij officieel erkend als de kleinste in leven zijnde (mobiele) man. | 1988–2010  |